# Église Saint-Georges de Saint-Georges-Lagricol
L'église Saint-Georges est un édifice situé à Saint-Georges-Lagricol, en France.

## Localisation
L'église est située sur le territoire de la commune de Saint-Georges-Lagricol, dans le département  de la Haute-Loire, en région Auvergne-Rhône-Alpes.

## Description
L'église, d'origine romane, présente intérieurement un aspect composite. Au XIe siècle, la famille de Beaumont qui en avait le patronage, se dessaisit de ce droit en faveur des chanoines de la cathédrale Notre-Dame du Puy-en-Velay qui en firent peu après donation au prieuré de Chamalières. Le mur de l'abside conserve un certain nombre d'éléments sculptés, de remploi, notamment des fragments gallo-romains ainsi que des pierres sculptées représentant des animaux. Chapiteaux romans dans l'abside, avec feuillages et crochets. Au XVe siècle, l'église fut vraisemblablement agrandie par l'adjonction de chapelles gothiques latérales de part et d'autre de la nef. Au XVIIe siècle, des travaux importants furent accomplis avec la construction du clocher-porche daté de 1654, et probablement le remplacement de la voûte de la nef et l'édification de la coupole au-dessus de la croisée du transept. En 1751, installation de la chaire et des stalles. Les vitraux du mur nord sont signés Borie, maître-verrier au Puy, et datent du début du XXe siècle. La croisée du transept est surmontée d'une coupole.

## Historique
L'église est inscrite au titre des monuments historiques par arrêté du 7 décembre 1992.

## Galerie

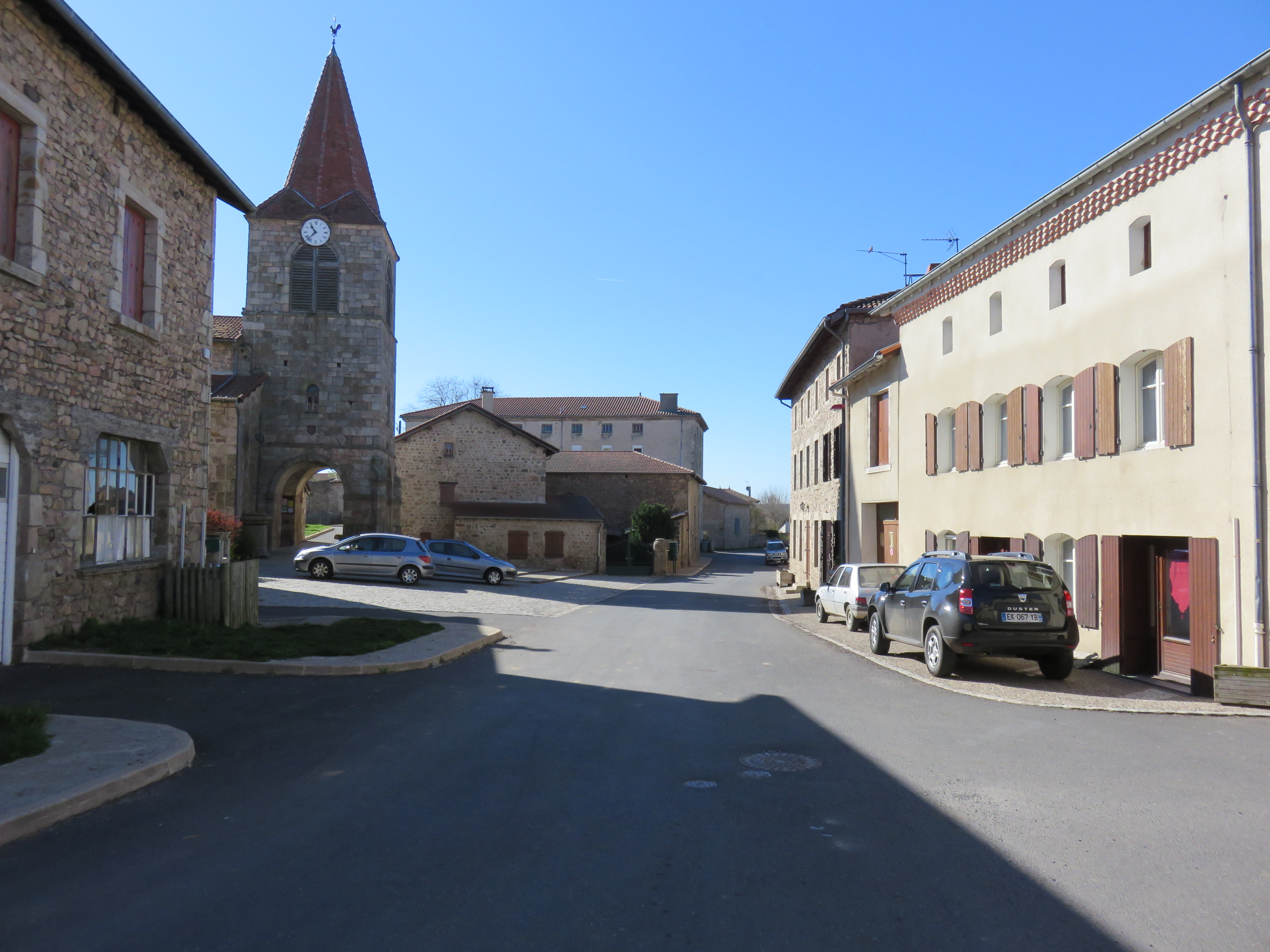
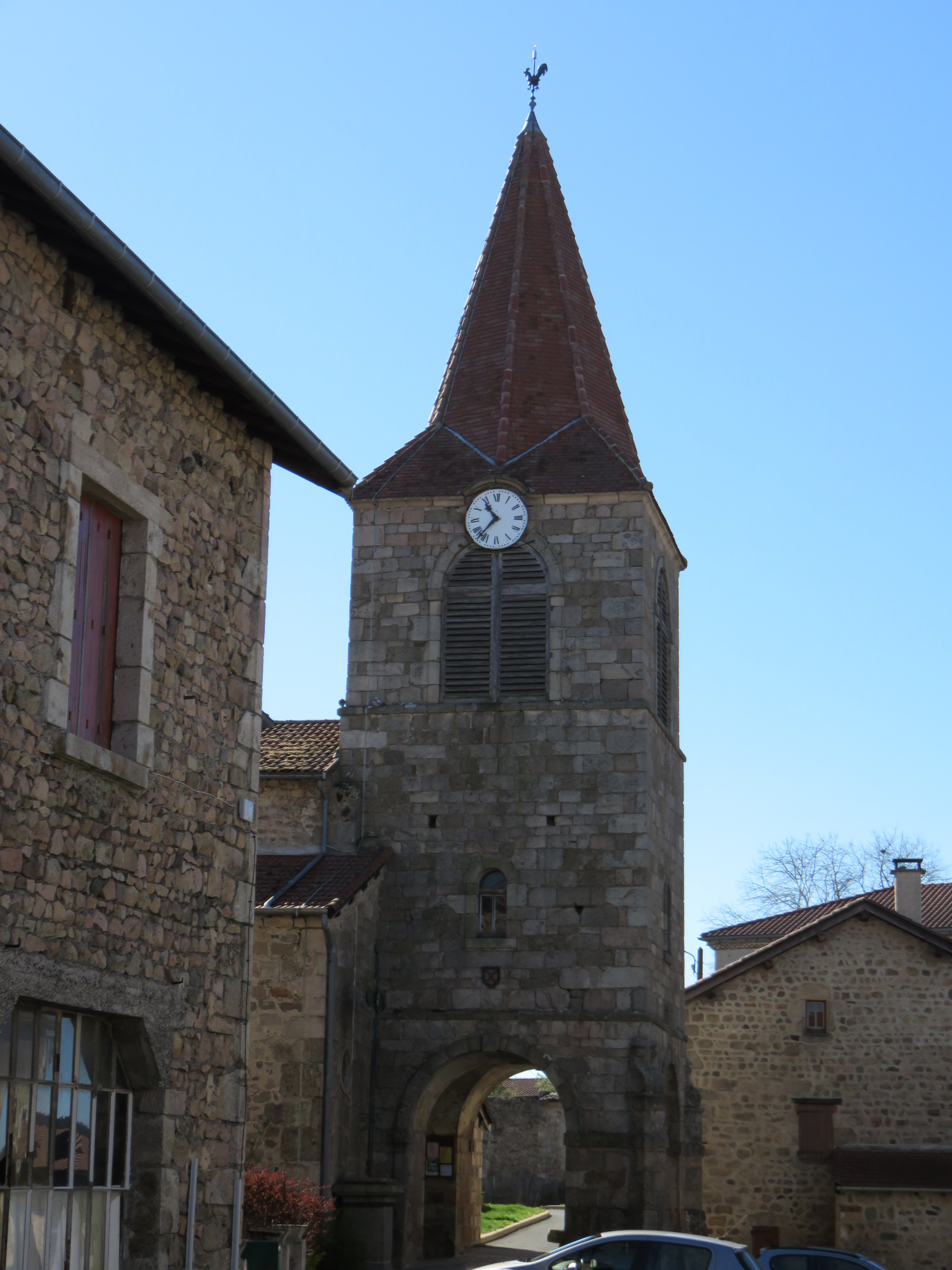
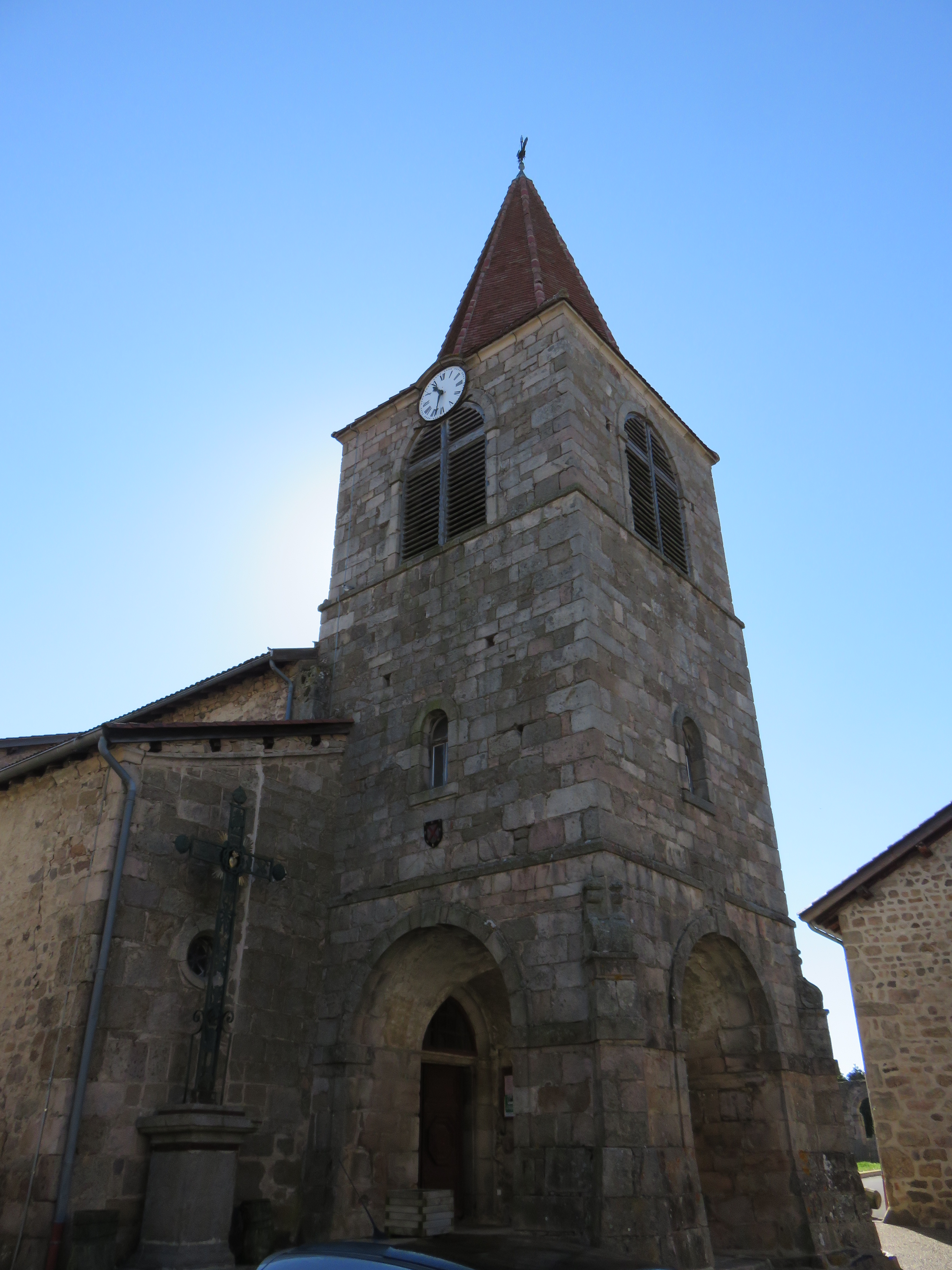